# Afrikansk klätterhök
Afrikansk klätterhök (Polyboroides typus) är en fågel i familjen hökar inom ordningen hökfåglar som förekommer i Afrika.

## Utseende
Afrikansk klätterhök är en stor och grå rovfågel med breda vingar, bart gult ansikte och vitbandad svart stjärt. Ungfågeln är brunfläckig med gulgrön hud i ansiktet och bandade vingpennor.

## Utbredning och systematik
Arten delas upp i två underarter med följande utbredning:
- Polyboroides typus pectoralis – förekommer från Senegal och Gambia till västra Sudan, Niger och Demokratiska republiken Kongo
- Polyboroides typus typus – förekommer från östra Sudan till Eritrea, Angola och Sydafrika

Tidigare fördes klätterhökarna samman med andra ytligt lika arter som kärrhökar och tranvråk. DNA-studier visar att dessa inte alls är varandras närmaste släktingar. Istället står klätterhökarna nära palmgam, smutsgam och lammgam.

## Levnadssätt
Klätterhökar är specialiserade rovfåglar som lever av fågelägg och fågelungar. De har dubbelledade knän som hjälper dem att komma åt i bohål och andra trånga utrymmen. Fåglarna ses ofta klumpigt klättra omkring på klippor och träd underfödosöket, därav namnet.

## Status och hot
Arten har ett stort utbredningsområde och en stor population med stabil utveckling. Utifrån dessa kriterier kategoriserar IUCN arten som livskraftig (LC).

## Bilder

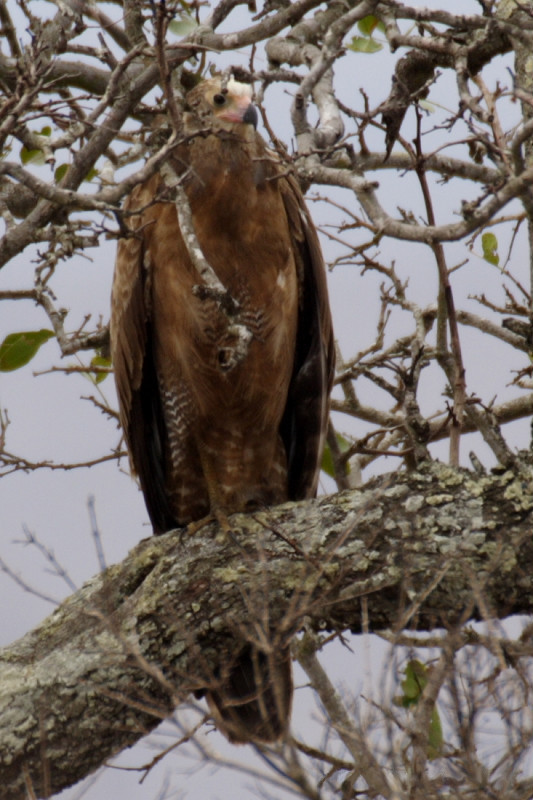
Juvenil
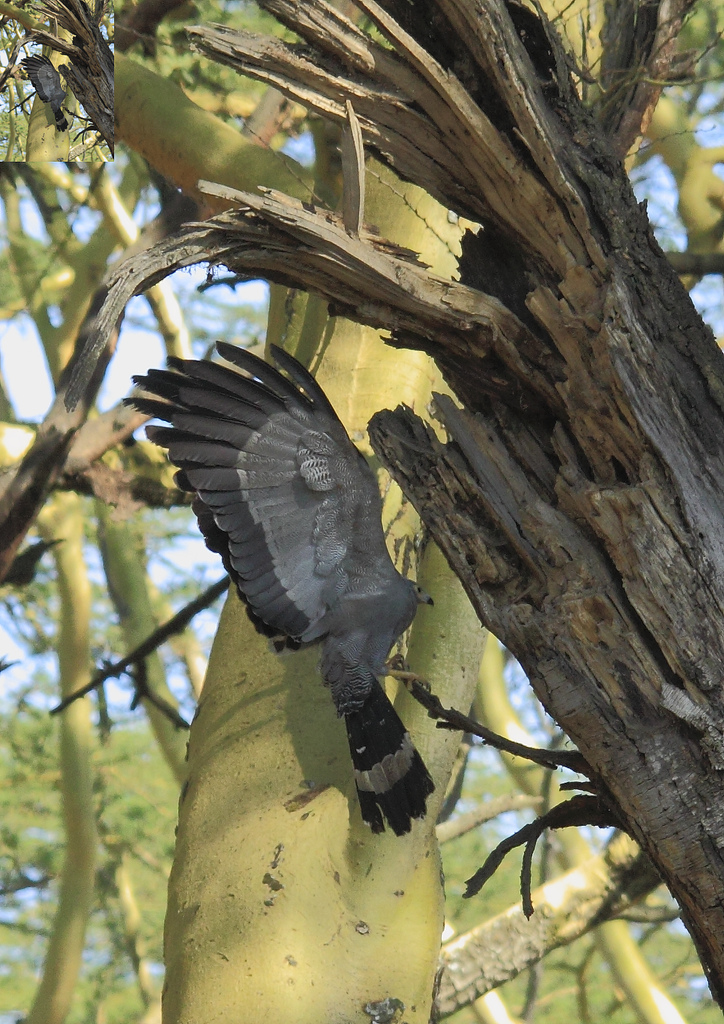
Individ som klättrar i träd
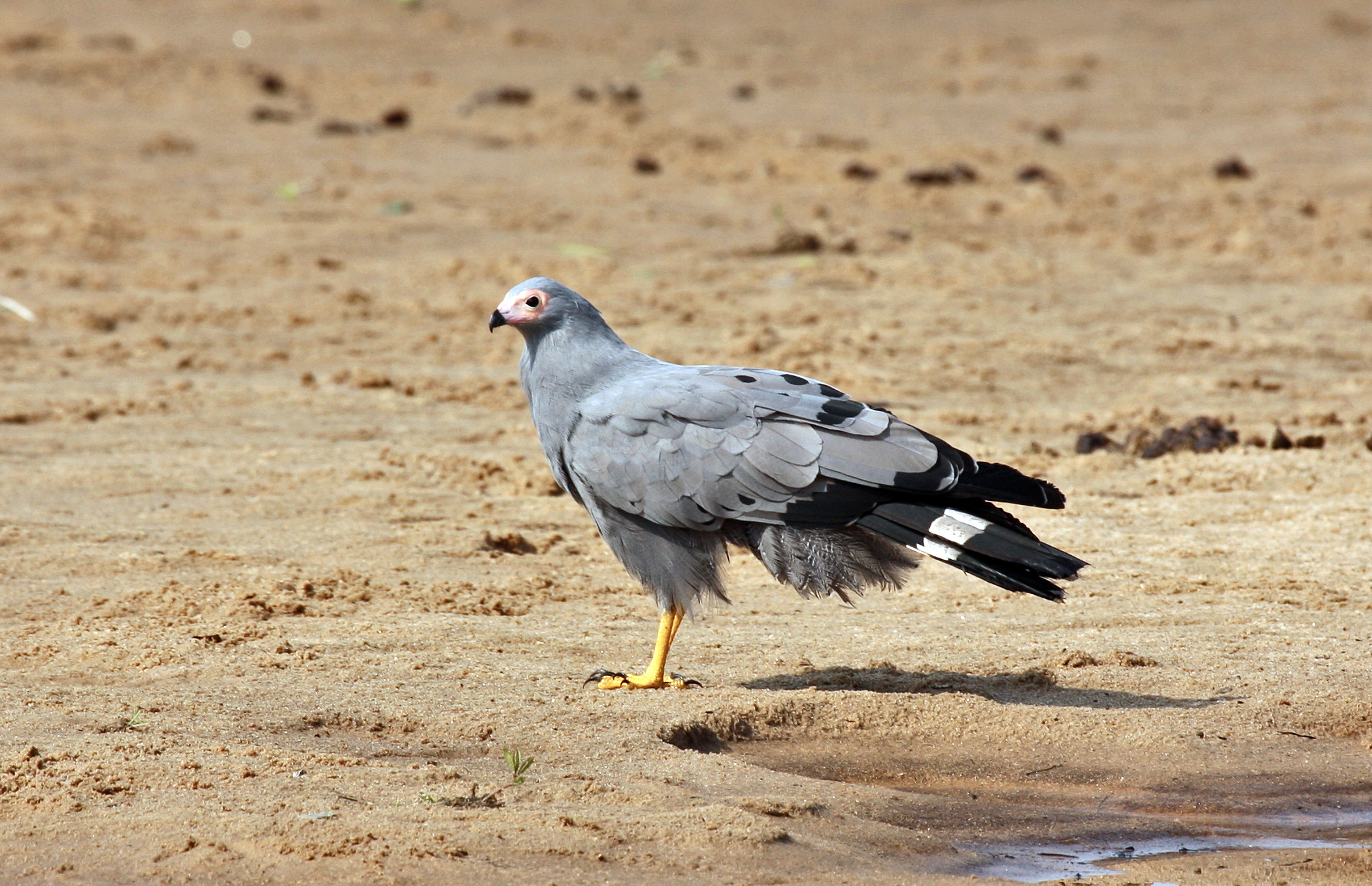
Individ på marken